# Swainsonia
Swainsonia là một chi ốc biển, là động vật thân mềm chân bụng sống ở biển trong họ Mitridae.

## Các loài
Các loài thuộc chi Swainsonia bao gồm:
- Swainsonia fissurata Lamarck[2]
- Swainsonia zephyra Recluz[3]